# Coaraci
Coaraci is een gemeente in de Braziliaanse deelstaat Bahia. De gemeente telt 22.274 inwoners (schatting 2009).

## Aangrenzende gemeenten
De gemeente grenst aan Almadina, Ibicaraí, Ibicuí, Ilhéus, Itajuípe en Itapitanga.